# Maraniona lavinii
Genre
Espèce
Maraniona lavinii est une espèce de plantes à fleurs dicotylédones de la famille des Fabaceae, sous-famille des Faboideae, originaire d'Amérique du Sud. C'est l'unique espèce acceptée du genre Maraniona (genre monotypique).
Cette espèce a été nouvellement décrite en 2004 sur la base de spécimens collectés dans la vallée du río Marañón dans le nord du Pérou. 